# Tatjana Asarowa
Tatjana Nikolajewna Asarowa (russisch Татьяна Николаевна Азарова, engl. Transkription Tatyana Azarova; * 2. Dezember 1985 in Ekibastus) ist eine ehemalige kasachische Hürdenläuferin russischer Herkunft, die sich auf die 400-Meter-Distanz spezialisiert hatte.
Ihren ersten internationalen Wettkampf bestritt sie im Alter von 15 Jahren im Juli 2001 bei den zweiten Jugendweltmeisterschaften in Debrecen, schied dort aber im Vorlauf aus. Bei den Junioren-Asienmeisterschaften 2004 in Ipoh gewann sie mit 58,59 s Bronze, bei den Juniorenweltmeisterschaften in Grosseto einen Monat später wurde sie mit 58,41 s Sechste.
In ihrem ersten internationalen Wettkampf im Erwachsenenbereich, den Asienmeisterschaften 2005 in Incheon, wurde sie Siebte. 2006 wurde sie bei den Asienspielen in Doha Sechste und gewann mit der kasachischen Mannschaft in der 4-mal-400-Meter-Staffel Silber. Bei der Sommer-Universiade 2007 gewann sie Gold in 55,52 s.
2007 erreichte sie bei den Weltmeisterschaften in Osaka das Halbfinale. Bei den Olympischen Spielen 2008 in Peking, bei den Weltmeisterschaften 2009 in Berlin und den Olympischen Spielen 2012 in London kam sie nicht über den Vorlauf hinaus.
Im Jahr 2007 trat Tatjana Asarowa bei einem Wettkampf in Almaty sowie bei einem Hallenwettkampf in Macau auch im 400-Meter-Lauf an.
Sie ist verheiratet und hat einen Sohn.
2008 schloss sie ein Studium als Ingenieur für Turbinenbau an der Technischen Hochschule Ekibastus erfolgreich ab.

## Persönliche Bestzeiten
- 400 m: 52,39 s, 9. Juni 2007,	Almaty
  - Halle: 53,68 s, 31. Oktober 2007, Macau
- 400 m Hürden: 54,78 s, 11. Mai 2007, Almaty